# پیپت سیبری
پیپت سیبری (نام علمی: Anthus japonicus)، که به نام پیپت ژاپنی نیز شناخته می‌شود و در گذشته به نام پیپت شکم‌نخودی شناخته می‌شد، گونه‌ای از پرندگان آوازخوان از سردهٔ پیپت‌ها است. در سال ۲۰۲۴ توسط هر دو فهرست IOC و کلمنتز از پیپت آمریکایی جدا شد. در شرق آسیا یافت می‌شود.

## رفتار
پیپت سیبری مهاجر است. زادآوری در سیبری و شمال ژاپن و چین. زمستان‌گذرانی عمدتاً از شرق پاکستان به جنوب شرق آسیا، با پرندگانی که گاه‌گاهی تا شمال یون‌نان یافت می‌شوند و برخی در ژاپن ظاهراً ساکن سراسر سال هستند یا تنها کمی مهاجرت می‌کنند.